# Agrotis charoae
Agrotis charoae is een vlinder uit de familie uilen (Noctuidae). De wetenschappelijke naam is voor het eerst geldig gepubliceerd in 2010 door Yela, Fibiger, Zilli & Ronkay.
De soort komt voor in Europa.